# هگزادکاکربونیل‌هگزارودیوم
هگزادکاکربونیل‌هگزارودیوم (به انگلیسی: Hexadecacarbonylhexarhodium) با فرمول شیمیایی C۱۶O۱۶Rh۶ یک ترکیب شیمیایی است. که جرم مولی آن ۱۰۶۵٫۶۲ g/mol می‌باشد. شکل ظاهری این ترکیب، بلورهای سیاه است.